# Hanna Fogelström
Hanna Victoria Fogelström, née le 8 novembre 1990 à Partille, est une handballeuse internationale suédoise, qui évolue au poste d'ailière droite.

## Biographie
En 2014, Hanna Fogelström rejoint le Toulon Saint-Cyr Var Handball pour remplacer Audrey Deroin.

## Palmarès

### En club
- championne de Suède en 2009, 2011, 2012, 2013 et 2014 (avec IK Sävehof)

### En équipe nationale
- 9e place au championnat du monde 2011
- 11e place aux Jeux olympiques 2012[4]
- 8e place au championnat d'Europe 2012
- médaillée de bronze au championnat d'Europe 2014